# Gudaf Tsegay
Gudaf Tsegay (n. 23 ianuarie 1997, Tigray Province⁠(d), Etiopia) este o atletă ce a reprezentat Etiopia, medaliată olimpică. A participat la trei ediții ale Jocurilor Olimpice (2016, 2020, 2024) în care a câștigat o medalie de bronz în proba de 5000 de metri.

## Palmares
| An   | Competiție                     | Locație                  | Loc | Eveniment | Note     |
| ---- | ------------------------------ | ------------------------ | --- | --------- | -------- |
| 2014 | Campionatul Mondial în sală    | Sopot, Polonia           | 10  | 1500 m    | 4:11,83  |
| 2014 | Campionatul Mondial de Juniori | Eugene, Statele Unite    | 2   | 1500 m    | 4:10,83  |
| 2016 | Campionatul Mondial în sală    | Portland, Statele Unite  | 3   | 1500 m    | 4:05,71  |
| 2016 | Jocurile Olimpice              | Rio de Janeiro, Brazilia | 25  | 800 m     | 2:00,13  |
| 2017 | Campionatul Mondial            | Londra, Marea Britanie   | 24  | 1500 m    | 4:22,01  |
| 2019 | Campionatul Mondial            | Doha, Qatar              | 3   | 1500 m    | 3:54,38  |
| 2021 | Jocurile Olimpice              | Tokio, Japonia           | 3   | 5000 m    | 14:38,87 |
| 2022 | Campionatul Mondial în sală    | Belgrad, Serbia          | 1   | 1500 m    | 3:57,19  |
| 2022 | Campionatul Mondial            | Eugene, Statele Unite    | 2   | 1500 m    | 3:54,52  |
| 2022 | Campionatul Mondial            | Eugene, Statele Unite    | 1   | 5000 m    | 14:46,29 |
| 2023 | Campionatul Mondial            | Budapesta, Ungaria       | 13  | 5000 m    | 15:01,13 |
| 2023 | Campionatul Mondial            | Budapesta, Ungaria       | 1   | 10 000 m  | 31:27,18 |
| 2024 | Campionatul Mondial în sală    | Glasgow, Marea Britanie  | 2   | 3000 m    | 8:21,13  |
| 2024 | Jocurile Olimpice              | Paris, Franța            | 12  | 1500 m    | 4:01,27  |
| 2024 | Jocurile Olimpice              | Paris, Franța            | 9   | 5000 m    | 14:45,21 |
| 2024 | Jocurile Olimpice              | Paris, Franța            | 6   | 10 000 m  | 30:45,21 |
| 2025 | Campionatul Mondial în sală    | Nanjing, China           | 1   | 1500 m    | 3:54,96  |